# Gammarus bergi
Gammarus bergi is een vlokreeftensoort uit de familie van de Gammaridae. De wetenschappelijke naam van de soort is voor het eerst geldig gepubliceerd in 1930 door Martynov.
Deze 13 mm grote gammaride (mannelijke exemplaren) is alleen bekend van het Issyk Koelmeer in Kirgizië. 